# 前田利昭
前田 利昭（まえだ としあき）は、明治時代の政治家・華族。
明治2年から明治4年まで上野七日市藩第2代知藩事を務めた。華族としての爵位は子爵。

## 経歴
嘉永3年（1850年）8月2日、第11代藩主・前田利豁の長男として江戸で生まれる。明治2年（1869年）8月2日の隠居で家督を継ぎ、七日市藩知事となる。しかし若年のため、父や本家である加賀藩の後見を受けた。明治4年（1871年）7月、廃藩置県で知藩事を免官される。1884年（明治17年）7月8日、子爵を叙爵した。
明治29年（1896年）1月3日、東京にて死去した。享年47。

## 家族
父母
- 前田利豁（父）
- 緑操院 ー 岩城隆喜の娘（母）

妻
- 酒井春子 ー 酒井忠恒の八女

子女
- 前田利定（長男）生母は春子（正妻）
- 前田利乗（次男）生母は春子（正妻）
- 前田利彭（三男）生母は春子（正妻）
- 前田利為（四男）生母は春子（正妻）
- 前田貞久（五男）生母は春子（正妻）
- 前田静子 ー 平田栄二夫人
- 前田秀子 ー 山中秀二郎夫人